# Пачова, Мария
Мария Пачова или Мила Пачова (настоящее имя — Яромира Пачова) (чеш. Míla Pačová; 11 апреля 1887, Прага, Богемия, Австро-Венгрия — 20 марта 1957, там же, ЧССР) — чешская и чехословацкая актриса

 театра и кино. Заслуженная артистка (художник) Чехословакии (1953). Лауреат Государственной премии Чехословакии за актёрское мастерство (1929). Художница.

## Биография
Родилась в богатой семье. Дочь архитектора. В юности выбирала будущую карьеру между театром и живописью. Отец позволил ей учиться у художника Фердинанда Энгельмюллера, а затем в академии Академии де ла Гранд Шомьер в Париже (1910).
Занималась живописью и графикой, особенно карикатурами, но позже, выбрала карьеру актрисы, училась у Марии Гюбнеровой и Карела Желенски.
Дебютировала на театральной сцене театра «Uranie» в 1911 году. В 1921 году режиссёр Ярослав Квапил пригласил её в пражский «Театр на Виноградах», где она выступала по 1934 года, затем до смерти — актриса Национального театра в Праге. После окончания Второй мировой войны переехала на свою загородную виллу в Тршемошнице.

## Избранные театральные роли
- Лисистрата (Аристофана)
- Грушенька («Братья Карамазовы» Ф. М. Достоевского)
- Настасья Филипповна Барашкова («Идиот» Ф. М. Достоевского)
- Виринея («Виринея» Л. Сейфуллиной)
- Акулина Ивановна («Мещане» М. Горького)
- главные роли в пьесах Алоиса Йирасека, Франтишека Лангера, Джорджа Бернарда Шоу и других.

Сниматься в немом кино начала в эпизодических ролях, начиная с 1913 года. Сыграла в 18 фильмах.

## Фильмография
- 1955 — Ян Жижка
- 1954 — Ještě svatba nebyla…
- 1953 — Lakomec (TV film)
- 1951 — Пекарь императора — Император пекарей
- 1946 — Nezbedný bakalář
- 1945 — Z růže kvítek
- 1944 — Jarní píseň
- 1944 — Předtucha
- 1944 — U pěti veverek
- 1943 — Šťastnou cestu
- 1941 — Preludium
- 1940 — Artur a Leontýna
- 1939 — Dvojí život
- 1939 — Mořská panna
- 1935 — Milan Rastislav Štefánik
- 1925 — Josef Kajetán Tyl
- 1919 — Rabbi Löw
- 1919 — Zloděj
- 1918 — Lásko třikrát svatá
- 1918 — Čaroděj
- 1913 — Pan profesor, nepřítel žen

Похоронена на кладбище Винограды.